# Heeg (Súdwest-Fryslân)

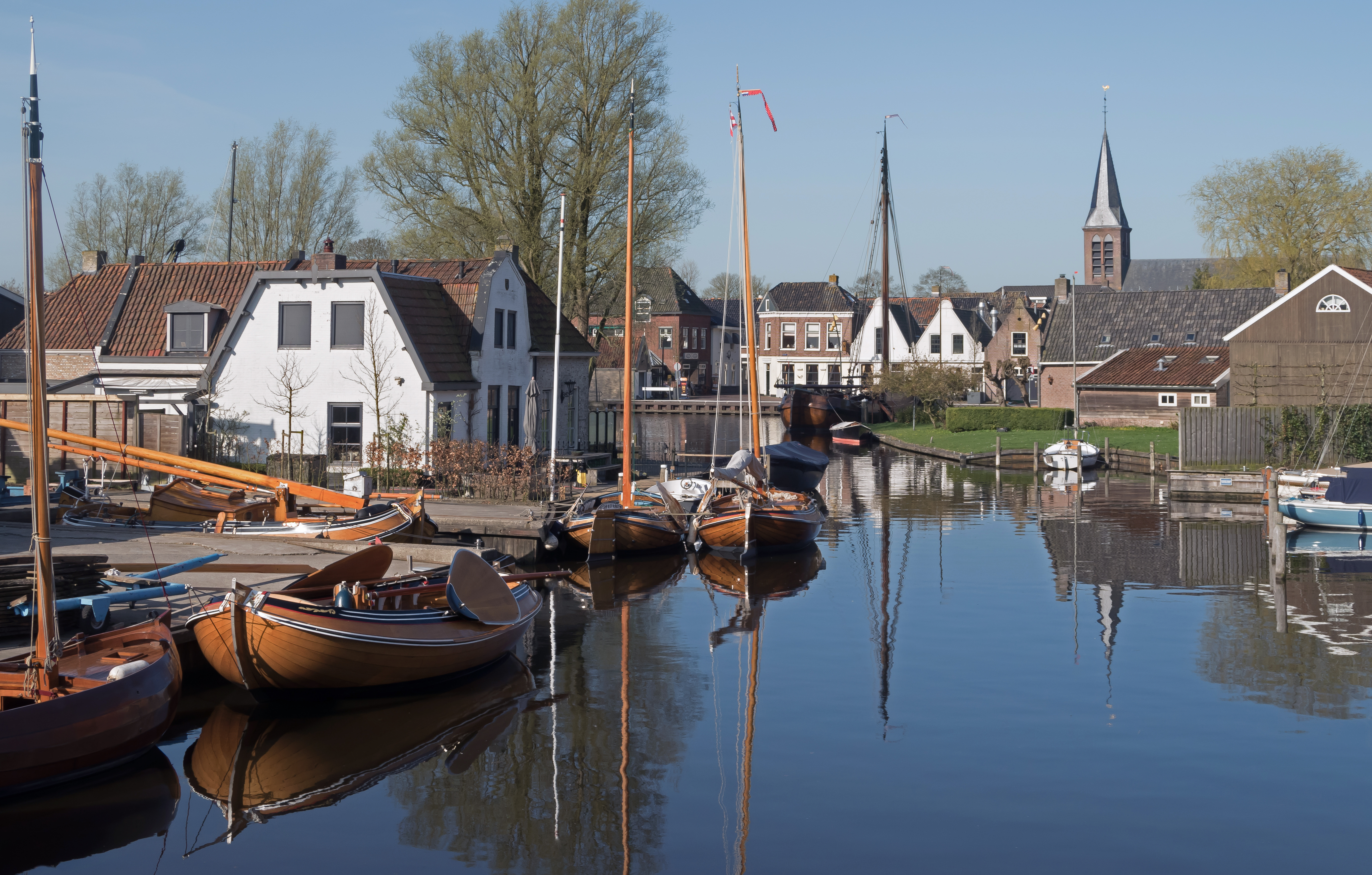
Heeg, Blick auf das Dorf von It Eilan

Heeg (westfriesisch Heech) ist ein Ort in der Gemeinde Súdwest-Fryslân in der niederländischen Provinz Friesland. Die Einwohnerzahl liegt bei 2400 (Stand: 1. Januar 2024).

## Lage
Heeg liegt knapp zehn Kilometer südlich von Sneek am Nordufer des Heegermeers. Das IJsselmeer ist von hier über das Heegermeer, den Johan-Friso-Kanal und die Schleuse der Ortschaft Stavoren oder nach Süden über Woudsend, Sloten und Lemmer zu erreichen.

## Geschichte
Neben der Landwirtschaft entwickelte sich in Heeg wegen seiner zentralen Lage und den guten Verbindungen über die Wasserwege mit allen friesischen Städten ein reger Handel. In erster Linie wurde Aal mit dem In- und Ausland gehandelt. So wurde unter anderem Aal nach Antwerpen und ab 1731 nach London exportiert. Dort hatten die sog. Palingaaken, friesische Handelssegler, über 200 Jahre einen festen Liegeplatz in der Nähe des Billingsgate Fishmarket. Die speziell für diesen Handel gebauten Schiffe fuhren die lebende Ware (15.000 bis 20.000 Pfund) schnellstmöglich von Stavoren nach London.

## Aktivitäten
Heeg ist ein bekanntes Wassersportzentrum am Heegermeer / De Fluessen und hat eine Reihe von Bootswerften, Jachthäfen und Segelschulen.

## Sehenswertes
- Das Besucherzentrum für traditionellen Bootsbau mit der Möglichkeit, den Bau einer Palingaak zu verfolgen
- Historische Gebäude im Ortskern wie zum Beispiel das alte Kapitänshaus Siet U Sels
- Die reformierte Kirche (Hervormde Kerk) von 1745
- Das private Museum von Frau A. von der Heide, Nijedyk 51 über dem Oranjehaus

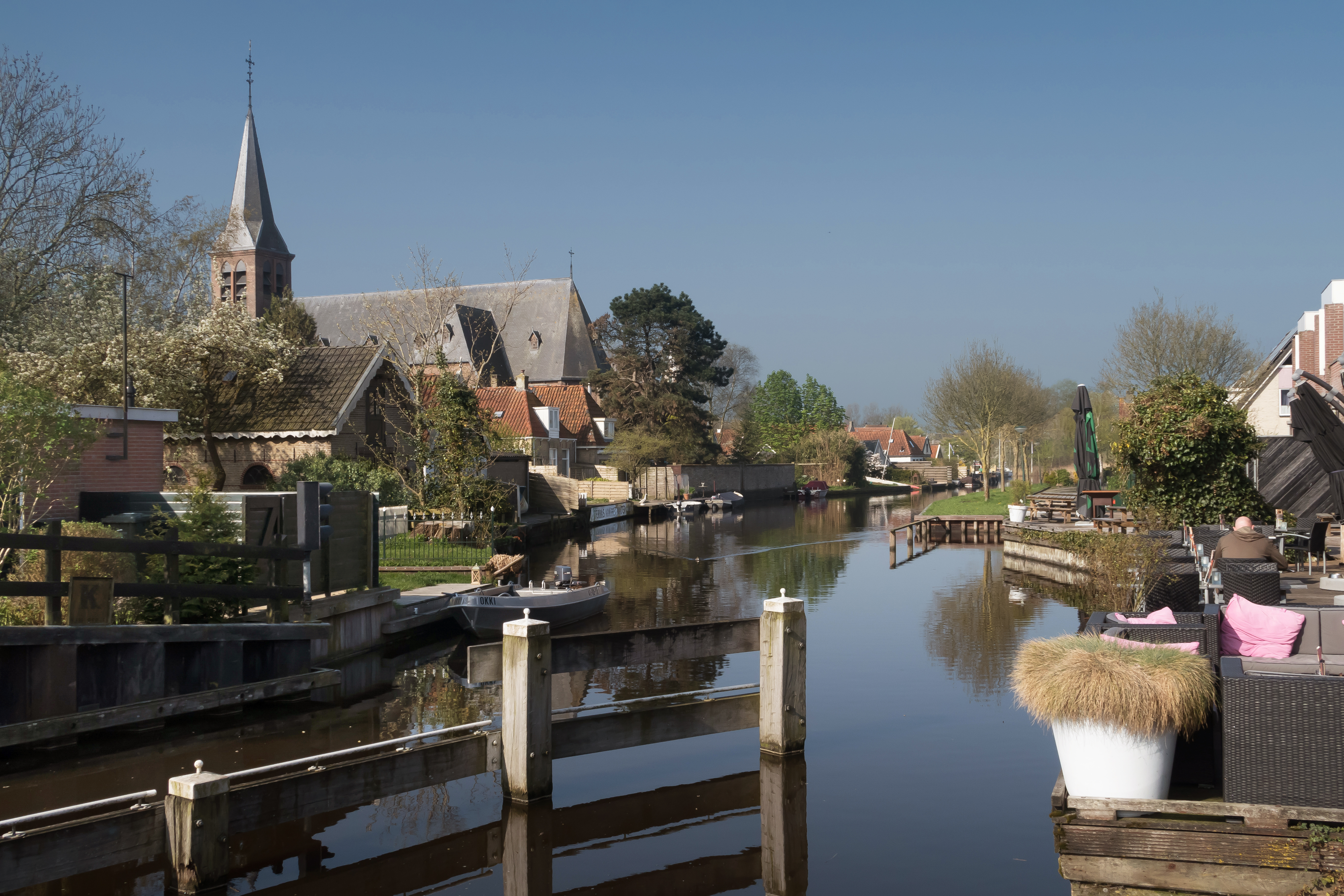
Kirchturm (de Sint Jozefkerk) an der Straße
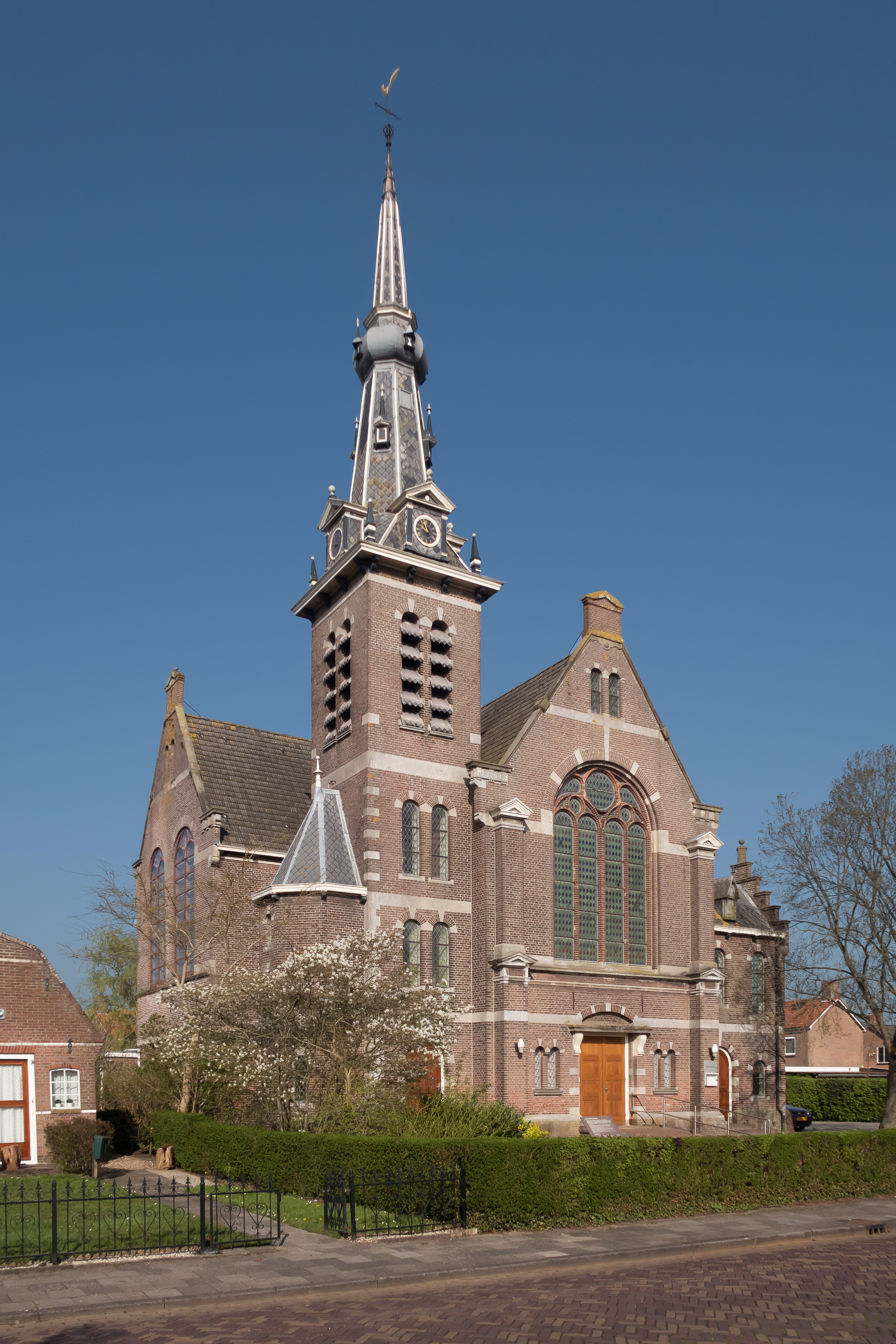
Kirche: Ichtuskerk
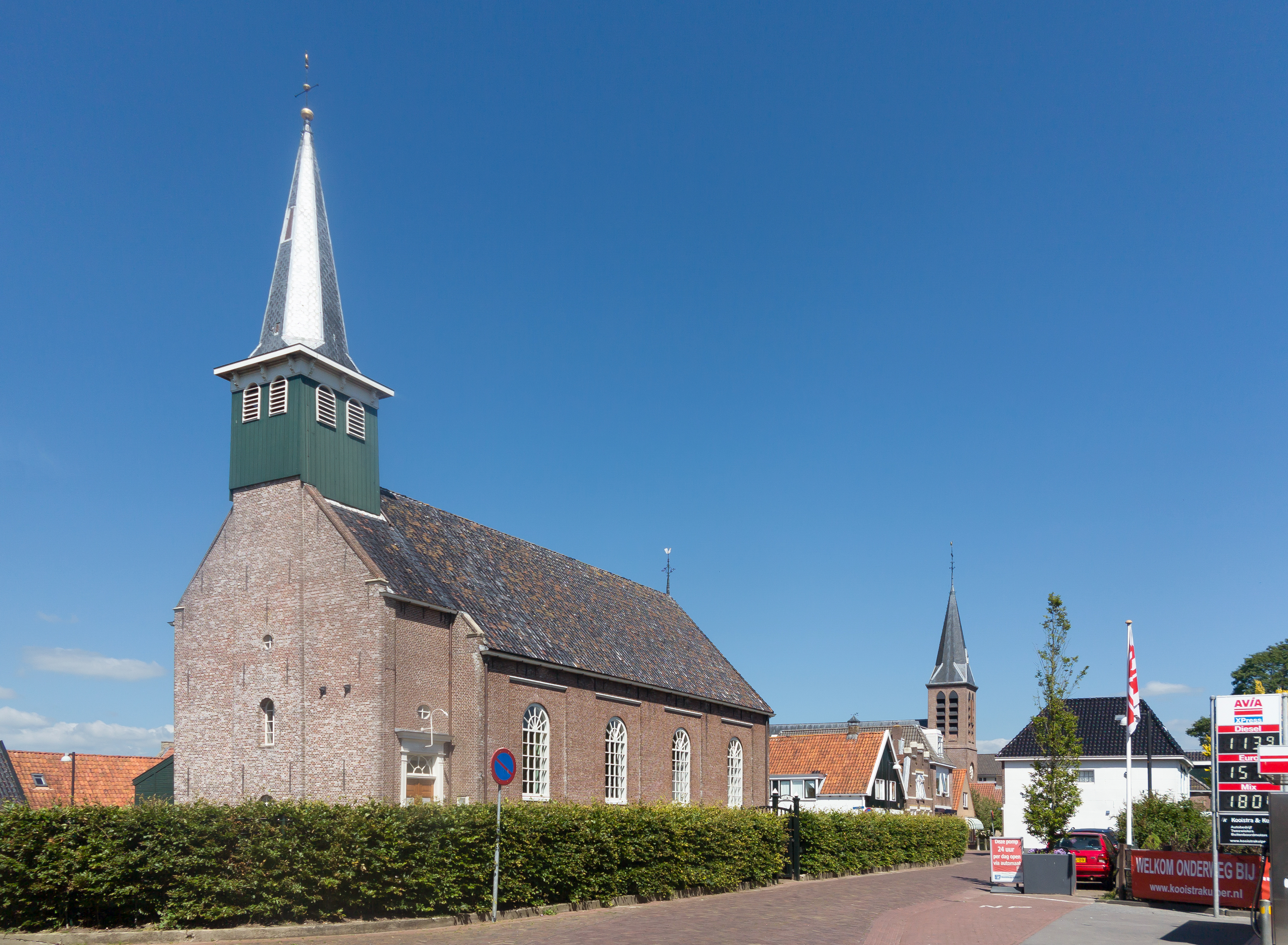
Kirche (de Haghakerk) und andere Kirche (de Sint-Jozefkerk) im Hintergrund
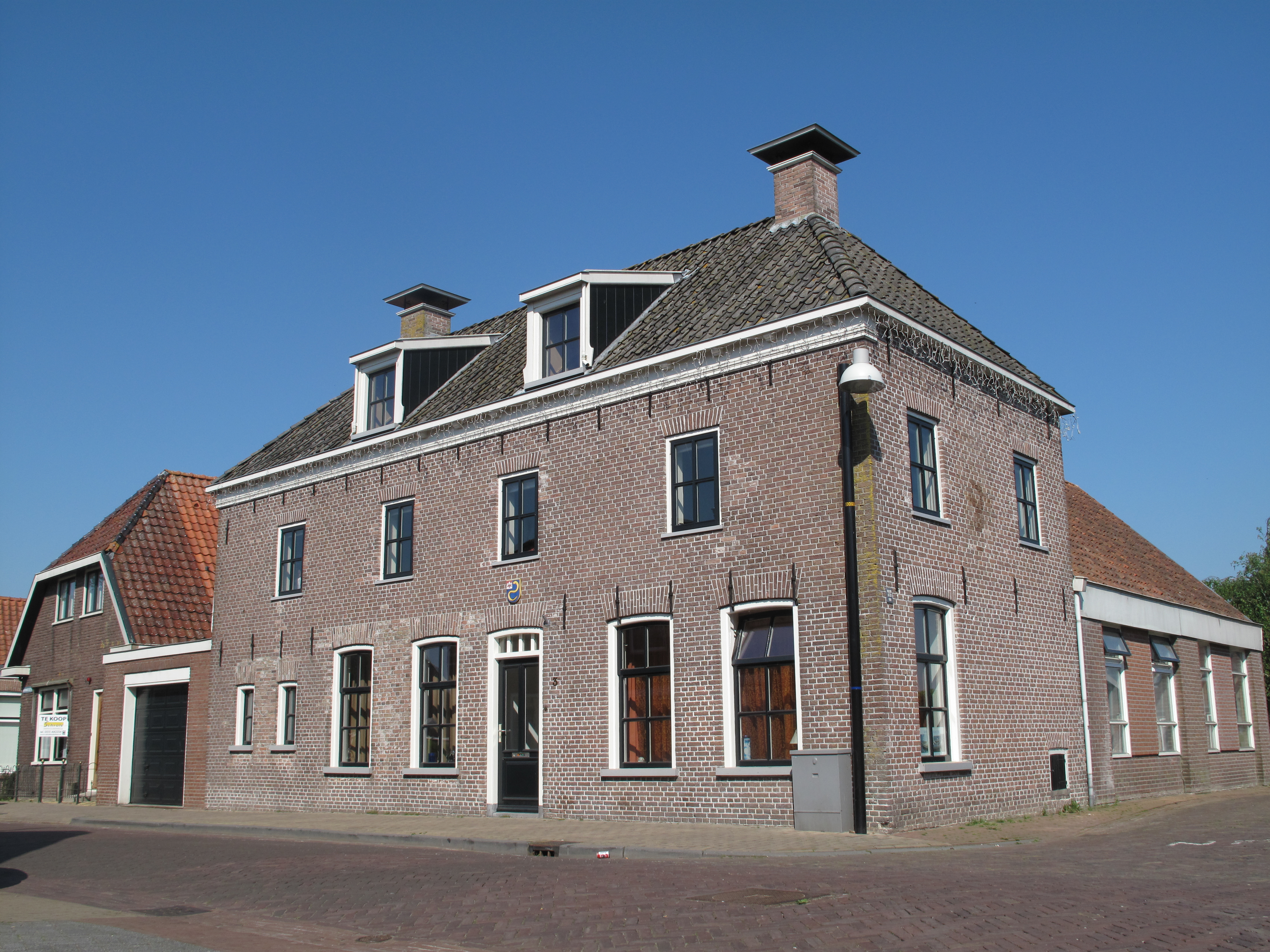
Monumentalbau
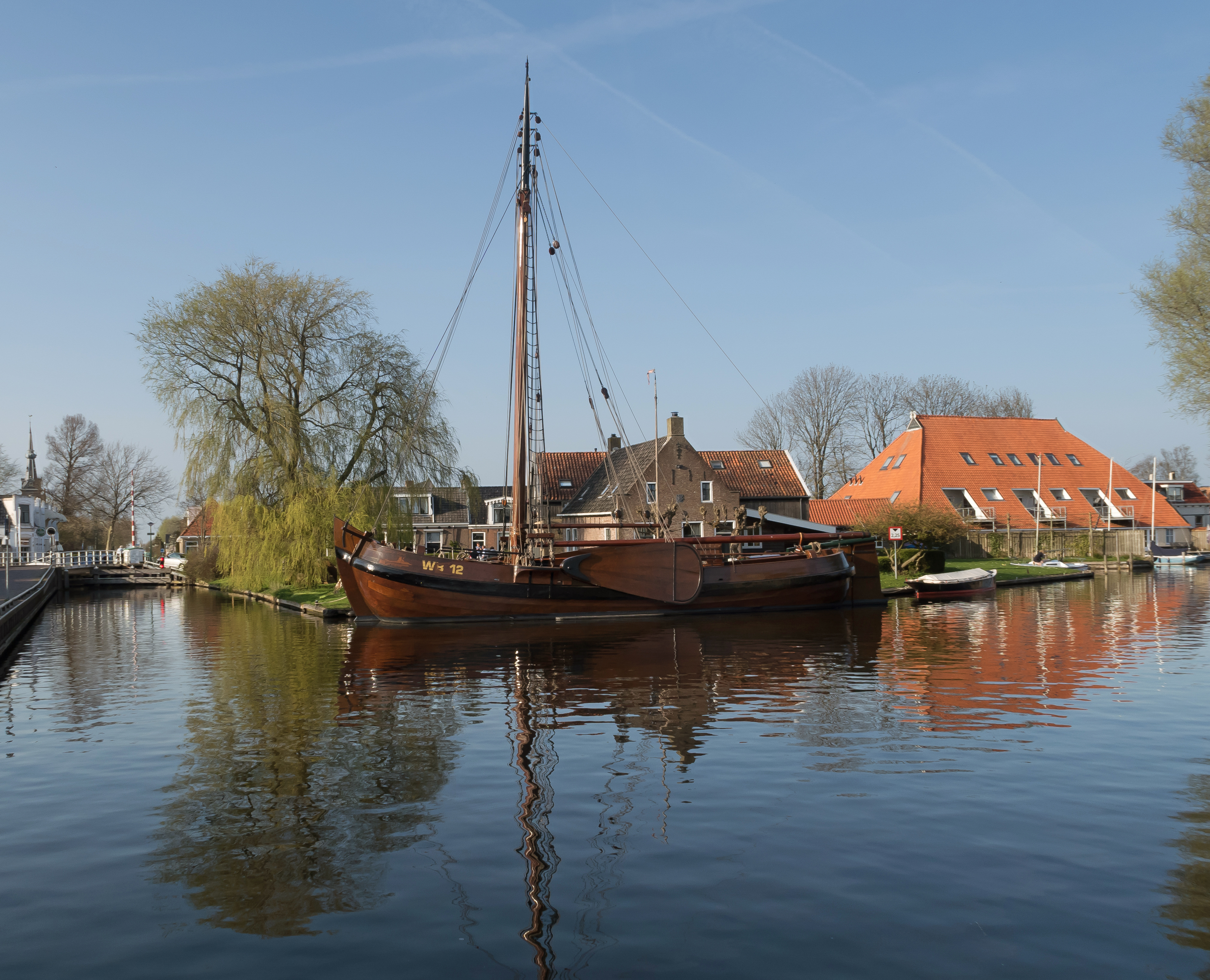
Das Fischerboot in Jachtwerf Piersma